# Kristine Bonnevie (Schiff)
Die Kristine Bonnevie ist ein ehemaliges Forschungsschiff des norwegischen Havforskningsinstituttet, einem Institut für Meeresforschung in Bergen. 2024 wurde es verkauft und in Ocean Vanguard umbenannt.

## Geschichte
Das Schiff wurde unter der Baunummer 152 von Flekkefjord Slipp & Maskinfabrikk für die Norwegian Agency for Development Cooperation (NORAD) gebaut. Die Kiellegung fand am 18. November 1992, der Stapellauf am 13. März 1993 statt. Das Schiff wurde am 1. Oktober 1993 abgeliefert und getauft. Taufpatin war Christine Mowinkel Reksten, eine Enkelin von Gunnar Sætersdal, dem früheren Direktor des Havforskningsinstituttet und Leiter des Nansen-Programms.
Das Schiff wurde als Dr. Fridtjof Nansen in Dienst gestellt und im Rahmen des Nansen-Programms der Norwegian Agency for Development Cooperation (NORAD) und der Ernährungs- und Landwirtschaftsorganisation der Vereinten Nationen (FAO) vor allem vor den Küsten afrikanischer und asiatischer Entwicklungsländer eingesetzt. Namensgeber war der norwegischen Polarforscher Fridtjof Nansen. Das Schiff war das zweite im Rahmen des Nansen-Programms eingesetzte Schiff mit diesem Namen. Betrieben wurde es vom Havforskningsinstituttet. Für die Fischereiforschung war das Schiff als Hecktrawler gebaut worden.
2016 wurde das Schiff an das Havforskningsinstituttet übertragen. Das Schiff, das bisher viel in tropischen und subtropischen Gewässern eingesetzt war, wurde von der Båtbygg-Werft in Raudeberg für den Einsatz in polaren Gewässern umgebaut. Nach dem Umbau wurde das Schiff am 5. Dezember 2016 in Bergen in Kristine Bonnevie – nach der Meeresbiologin und ersten Professorin Norwegens – umbenannt. Der bisherige Schiffsname wurde für den 2017 in Dienst gestellten Neubau benötigt. Die Kristine Bonnevie ersetzte das bisherige Forschungsschiff Håkon Mosby.
Ende 2023 wurde das Schiff aus Kostengründen aus der Fahrt genommen und 2024 an das Unternehmen EGS Survey verkauft. Es wurde in Ocean Vanguard umbenannt und unter die Flagge der Marshallinseln gebracht. Das Schiff wird in erster Linie für geophysikalische und geotechnische Erkundungen eingesetzt.

## Technische Daten und Ausstattung
Das Schiff wird von einem Wärtsilä-Wichmann-Dieselmotor (Typ: 6L28B) angetrieben. Der Motor wirkt über ein Untersetzungsgetriebe auf einen Verstellpropeller. Für die Stromversorgung stehen ein vom Hauptmotor angetriebener Wellengenerator und zwei von Cummins-Dieselmotoren (Typ: KTA 19 G2) angetriebene  Generatoren zur Verfügung. Weiterhin wurde ein von einem Cummins-Dieselmotor (Typ: 6 CTA 8.3 G) angetriebener Notgenerator verbaut.
Das Schiff wurde mit einem Bugstrahlruder gebaut. Beim Umbau 2016 wurde ein Heckstrahlruder nachgerüstet. Das Schiff verfügt damit über ein System zur dynamischen Positionierung. Außerdem wurde unter anderem ein Heckgalgen installiert. An Bord wurde ein Nasslabor für die Fischereiforschung eingerichtet.
An Bord befinden sich 23 Kabinen für Besatzung und Wissenschaftler. Insgesamt stehen 33 Betten zur Verfügung.